# Cap Skirring
Cap Skirring albo Cap Skiring – przylądek i miejscowość w południowo-zachodnim Senegalu u wybrzeży Oceanu Atlantyckiego, kilka kilometrów na północ od granicy z Gwineą Bissau. Miejscowość jest kurortem turystycznym – działa tu wiele hoteli, a nad oceanem przez wiele kilometrów ciągnie się piaszczysta plaża. 